# A Dog's Purpose
A Dog's Purpose (bra: Quatro Vidas de um Cachorro; prt: Juntos para Sempre) é um filme estadunidense de 2017, dos gêneros aventura e comédia dramática, dirigido por Lasse Hallström, com roteiro de Cathryn Michon baseado no romance homônimo de W. Bruce Cameron.
Uma sequência, intitulada A Dog's Journey, foi lançada em 17 de maio de 2019.

## Sinopse
Conta a história do cão Bailey, desde seu nascimento até suas várias mortes e reencarnações em diferentes raças.

## Elenco
- Dennis Quaid como Ethan Montgomery (adulto)
  - KJ Apa como Ethan Montgomery (jovem)
    - Bryce Gheisar como Ethan Montgomery (criança)
- Josh Gad como Toby, Bailey, Ellie, Tino, Buddy (vozes)
- Peggy Lipton como Hannah  (adulta)	
  - Britt Robertson como Hannah (jovem)
- Juliet Rylance como Elizabeth Montgomery, mãe de Ethan
- Pooch Hall como Al
- Luke Kirby como Jim Montgomery, pai de Ethan
- John Ortiz como Carlos Ruiz
- Kirby Howell-Baptiste como Maya
- Michael Bofshever como Bill, avô de Ethan
- Gabrielle Rose como Fran, avó de Ethan
- Logan Miller como Todd

## Dublagem brasileira
- Estúdio de dublagem: Delart[5]

## Recepção
O filme recebeu comentários geralmente negativos dos críticos de cinema. No Rotten Tomatoes, tem uma classificação de aprovação "podre" de 33% com base em 66 avaliações, e uma classificação média de 4,8/10. No consenso crítico do site diz: "'A Dog's Purpose' oferece uma mistura estranha de sentimento açucarado e sofrimento canino que puxa as cordas do coração do público [que são] amantes de animais (...)" No Metacritic, tem uma pontuação de 43 em 100, com base em 28 críticos, indicando "avaliações mistas ou média".

## Controvérsia
Em 18 de janeiro de 2017, foi divulgado um vídeo mostrando o set do filme onde um pastor alemão é forçado a entrar na água. Além disso, o cão é posteriormente submerso na água, quanto alguém no set diz "corta isso", várias pessoas são então vistas correndo em direção ao cão. A American Humane Association, que garante que os animais não são maltratados em produções de entretenimento, anunciou que seu representante no set foi suspenso devido o incidente, e que o caso está sob investigação. A PETA anunciou um boicote.
O ator Josh Gad, que não estava no set durante a produção do filme, afirmou que estava "abalado e triste ao ver qualquer animal colocar em uma situação contra a sua vontade". O produtor Gavin Polone escreveu em um editorial para o The Hollywood Reporter: "Na última quinta-feira, fui ao escritório de Amblin e assisti a todo o filme gravado no dia em questão, bem como vi o vídeo dos treinadores e fotografias. O vídeo do TMZ que você viu, duas coisas eram evidentes: 1) O manipulador do cachorro tenta forçar o cão, por 35 a 40 segundos, na água quando, claramente, ele não queria entrar, e 2) em um take filmado algum tempo depois, o cão foi para a água, por conta própria, e, no final, sua cabeça está submersa por cerca de 4 segundos. Essas duas coisas são absolutamente INACEITÁVEIS e nunca deveriam ter acontecido. O treinador do cão deveria ter parado de tentar coloca-lo na água, logo que o cão parecia desconfortável, e os treinadores deveriam ter colocadado apoio sob o cão, logo que ele veio para o lado da piscina e/ou tinha menos turbulência na água assim ele nunca teria ido para baixo."
O diretor Lasse Hallström afirmou no Twitter que ele "não testemunhou" as ações no vídeo, e ficou "muito perturbado" pela filmagem. A Amblin Entertainment divulgou uma declaração sobre o incidente, dizendo que "no dia da filmagem, Hércules não queria realizar a ação retratada na fita para que a equipe de produção Amblin não prosseguisse com a filmagem da cena", e que "Hércules está feliz e saudável".
Dennis Quaid também saiu contra o vídeo do TMZ, afirmando que o vídeo não conta toda a história. Quaid afirma: "A minha experiência é que os animais foram tratados muito bem. Não houve abuso de animais. Este vídeo que alguém pegou e vendeu por dinheiro e guardou por um ano e meio até antes da estreia do filme, não diz toda a história. Primeiro de tudo, ele foi editado e manipulado. E eu acho que é uma farsa, para dizer a verdade. O que eles (os espectadores do vídeo) viram estava completamente fora de contexto. Ele foi editado ... e todos nas imagens que eu vi, o cão estava indo para a água feliz e teve que ser contido, na verdade, de ir para a água muitas vezes durante esse dia." Quaid também disse que o vídeo foi filmado "no final do dia e eu não diria, no contexto real, que o cão estava assustado. O cão estava agindo como um cão que estava meio cansado de tomar um banho e estava pronto e, de fato, foi o que aconteceu, eles tiraram o cachorro.
Devido ao lançamento do vídeo, a Universal Pictures cancelou a estreia do filme programada para Los Angeles em 19 de janeiro.